# 2-아미노뮤콘산
2-아미노뮤콘산(영어: 2-aminomuconic acid)은 트립토판의 대사 과정에서의 대사 중간생성물이다.

## 같이 보기
- 뮤콘산